# Louise Hövermann
Louise Hövermann (* 11. November 1898 in Hamburg; † 15. September 1979 ebenda) war eine deutsche SPD-Politikerin und ehemalige Abgeordnete der Hamburgischen Bürgerschaft.

## Wirken
Louise, genannt Lizzy, absolvierte eine kaufmännische Lehre in Hamburg. Mit Ausnahme von zwei Jahren blieb sie bis 1959 berufstätig. Zuletzt arbeitete sie 27 Jahre lang als Versicherungsfachkraft beim Arbeitsamt Hamburg.
1927 trat sie in die SPD ein. Am 23. Juli 1937 beantragte sie die Aufnahme in die NSDAP und wurde rückwirkend zum 1. Mai desselben Jahres aufgenommen (Mitgliedsnummer 4.793.588). Von 1958 bis 1970 gehörte sie dem geschäftsführenden Kreisvorstand der SPD Hamburg-Nord als Kreisfrau an, dabei von 1958 bis 1964 bei dem damaligen Kreisvorsitzenden Helmut Schmidt. Von 1961 bis 1970 war sie Abgeordnete der Hamburgischen Bürgerschaft.
Louise Hövermann verstarb 80-jährig in ihrer Geburtsstadt und wurde auf dem dortigen Friedhof Ohlsdorf im anonymen Urnenhain bei Kapelle 8 beigesetzt.